# Wiktor Kossenko

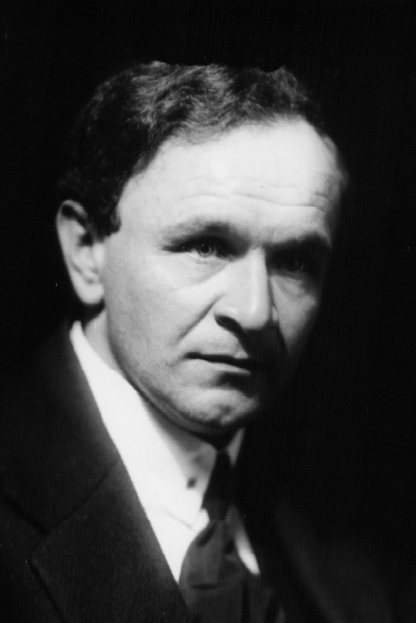
Der ukrainische Komponist Wiktor Kossenko

Wiktor Stepanowytsch Kossenko (ukrainisch Віктор Степанович Косенко, russisch Виктор Степанович Косенко/Wiktor Stepanowitsch Kossenko; * 11. Novemberjul. / 23. November 1896greg. in Sankt Petersburg, Russisches Kaiserreich; † 3. Oktober 1938 in Kiew, Ukrainische SSR, Sowjetunion) war ein ukrainischer Komponist, Lehrer und Pianist.
Er komponierte über 100 Werke für Klavier, unter anderem Walzer, Preludes, Nocturnes, Sonaten und Mazurken. Sein Gesamtwerk umfasst ungefähr 250 Musikstücke wie sein symphonisches Moldavian Poem, Klavier- und Geigenkonzerte, Trios und Streicherquartette, sowie Kompositionen für Chor.

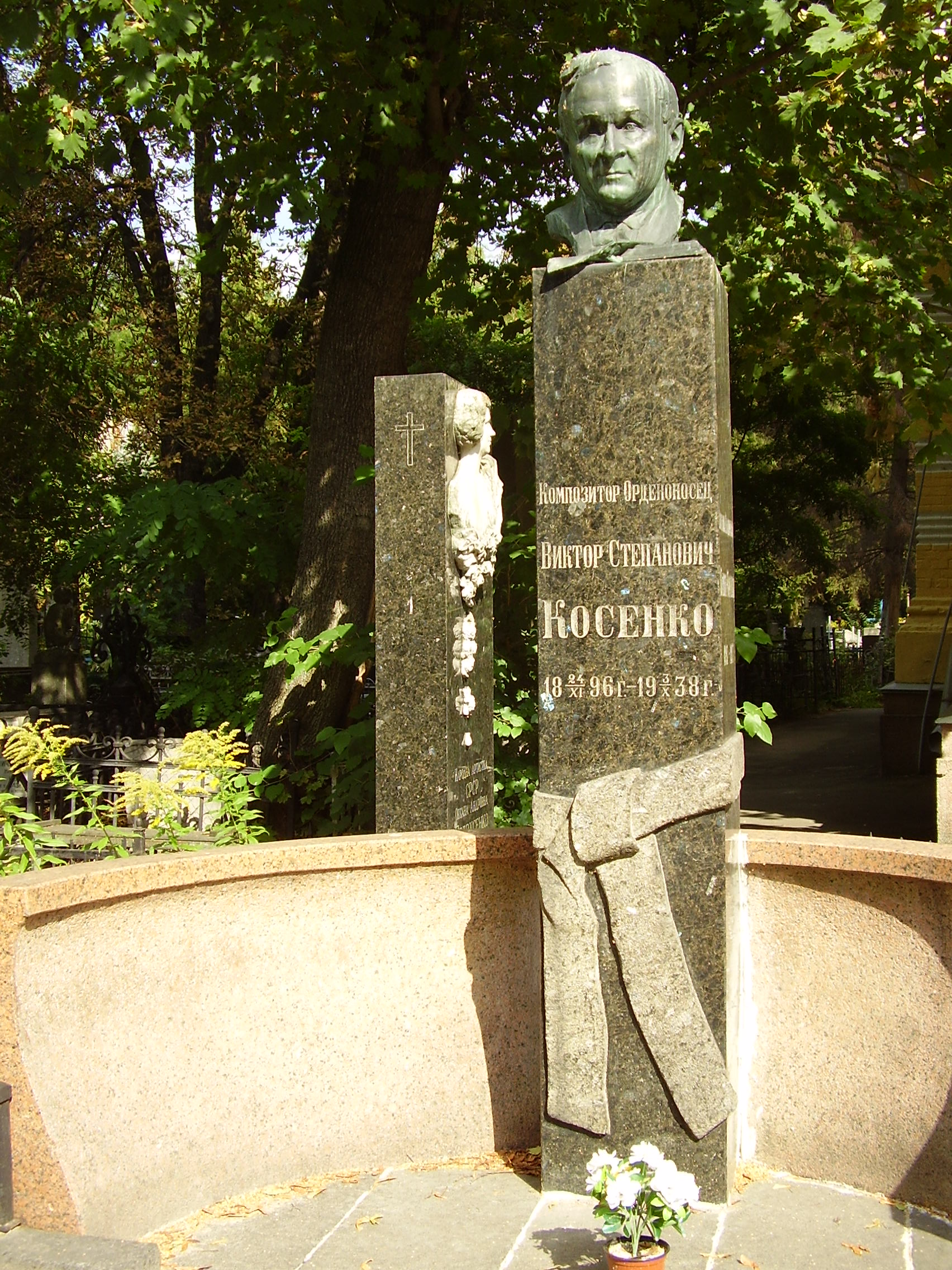
Kossenkos Grab auf dem Baikowe-Friedhof

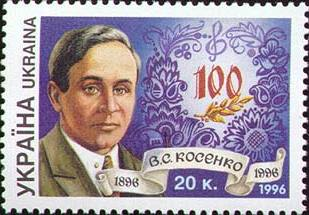
Ukrainische Briefmarke von 1996 zum 100. Geburtstag des Künstlers

## Leben
Kossenko wurde in Sankt Petersburg geboren, zog mit seinen Eltern 1898 nach Warschau und wuchs dort auf. Er wurde am Sankt Petersburger Konservatorium unter anderem von Irina Miklashovskaya unterrichtet. Er studierte Komposition bei Nikolai Sokolow, der ein Schüler von Nikolai Rimski-Korsakow war und schloss sein Studium 1918 ab. Seit 1918 lehrte er am Technikum in Schytomyr in der Ukraine, wo er von 1919 bis 1929 lebte. 1920 heiratete er Angelina Knaepp. 1932 wurde er Professor am Kiewer Konservatorium. Er starb mit 42 Jahren in Kiew und wurde dort auf dem Baikowe-Friedhof bestattet.

## Werk
- Sonate für Cello und Klavier (1923)
- Klaviersonate Op. 14 (1924)
- Classical Trio für Klavier, Geige und Cello (1927)
- Sonate für Geige und Klavier (1927)
- Passacaillie (1928)
- Klavierkonzert Op. 23 (1928)
- Heroic Overture (1932)
- 24 Stücke für Kinder (1936)
- Moldavian Poem (1937)

## Ehrungen
Nach seinem Tod 1938 wurde auf Anregung des Dichters Maksym Rylskyj das Wiktor Kossenko Museum eröffnet.
Kossenko wurde der Orden des Roten Banners der Arbeit verliehen.
1996 gab die Ukrainische Post zu seinem 100. Geburtstag eine Briefmarke mit seinem Konterfei heraus.

## Rezeption
Kossenkos Werk wird dem Neoklassizismus zugewiesen. Seine Kompositionen werden als eingängig, aber nicht vorhersagbar beschrieben. Jedoch wird seinen Stücken auch mangelnde Tiefe attestiert. Dies ist umstritten. So wird seine Klaviersonate Op. 14 durchaus mit den Werken von Skrjabin verglichen.